# Drop the Game
Singles de Flume
Insane
(2013)
Singles par Chet Faker
Love and Feeling
(2012) Talk Is Cheap
(2014)
Drop the Game est un single collaboratif des musiciens australien Chet Faker et Flume issu de leur EP, Lockjaw. Le single sort le 18 novembre 2013 sur le label Future Classic.

## Liste des pistes
| 1. | Talk Is Cheap | 3:38 |

## Classements

### Classements hebdomadaires
| Classement (2013-14)                 | Meilleure position |
| ------------------------------------ | ------------------ |
| Australie (ARIA)                     | 18                 |
| Australie (Independent Singles, AIR) | 1                  |
| France (SNEP)                        | 125                |

### Classement de fin d'année
| Classement (2014)               | Meilleure position |
| ------------------------------- | ------------------ |
| Australie Artist Singles (ARIA) | 29                 |

## Historique des sorties
| Pays      | Date             | Format                   | Label          |
| --------- | ---------------- | ------------------------ | -------------- |
| Australie | 18 novembre 2014 | Téléchargement numérique | Future Classic |